# 誘導分流器
誘導分流器（ゆうどうぶんりゅうき）とは、電車の抵抗制御の弱め界磁制御で、主電動機に異常な電流が流れないようにする機器（コイル）である
誘導分流器は、弱め界磁抵抗器に直列に接続されており、抵抗制御・組合せ制御が最終段に達し、さらに回転速度を上げるためにはトルクの低下幅を抑制するため弱め界磁制御を行うのだが、電源電圧の急変やノッチ進段の過度的な現象で主電動機の電流が急変することがある。コイルには電流の急変を抑制する働きがあるため、電流の急変により主電動機の界磁コイルに一瞬電流が流れなくなると、界磁コイルが弱められることで、界磁コイルより電流が流れやすい弱め界磁抵抗器に電流がバイパスし、主電動機の電機子に過大電流が流れる現象をもたらす。
この現象に対する保護として、誘導分流器を設置して弱め界磁抵抗器に過大電流がバイパスするのを防ぎ、主電動機の界磁コイルと協調して急変電流を抑える役割を持っている。